# Black Metal (album)
Black Metal is het tweede album van Venom en de oorsprong van de term black metal. Dit album uit 1982 wordt gezien als een van de belangrijkste van de extreme metal, vooral voor de opkomende thrashmetal-, deathmetal- en blackmetalscenes van de jaren 80 en 90.

## Nummers
1. "Black Metal" - 3:40
2. "To Hell and Back" - 3:00
3. "Buried Alive" - 4:16
4. "Raise The Dead" - 2:45
5. "Teachers' Pet" - 4:41
6. "Leave Me In Hell" - 3:33
7. "Sacrifice" - 4:27
8. "Heavens' on Fire" - 3:40
9. "Countess Bathory" - 3:44
10. "Don't Burn the Witch" - 3:20
11. "At War With Satan" (preview) - 2:14